# قائمة ولايات الدولة العثمانية

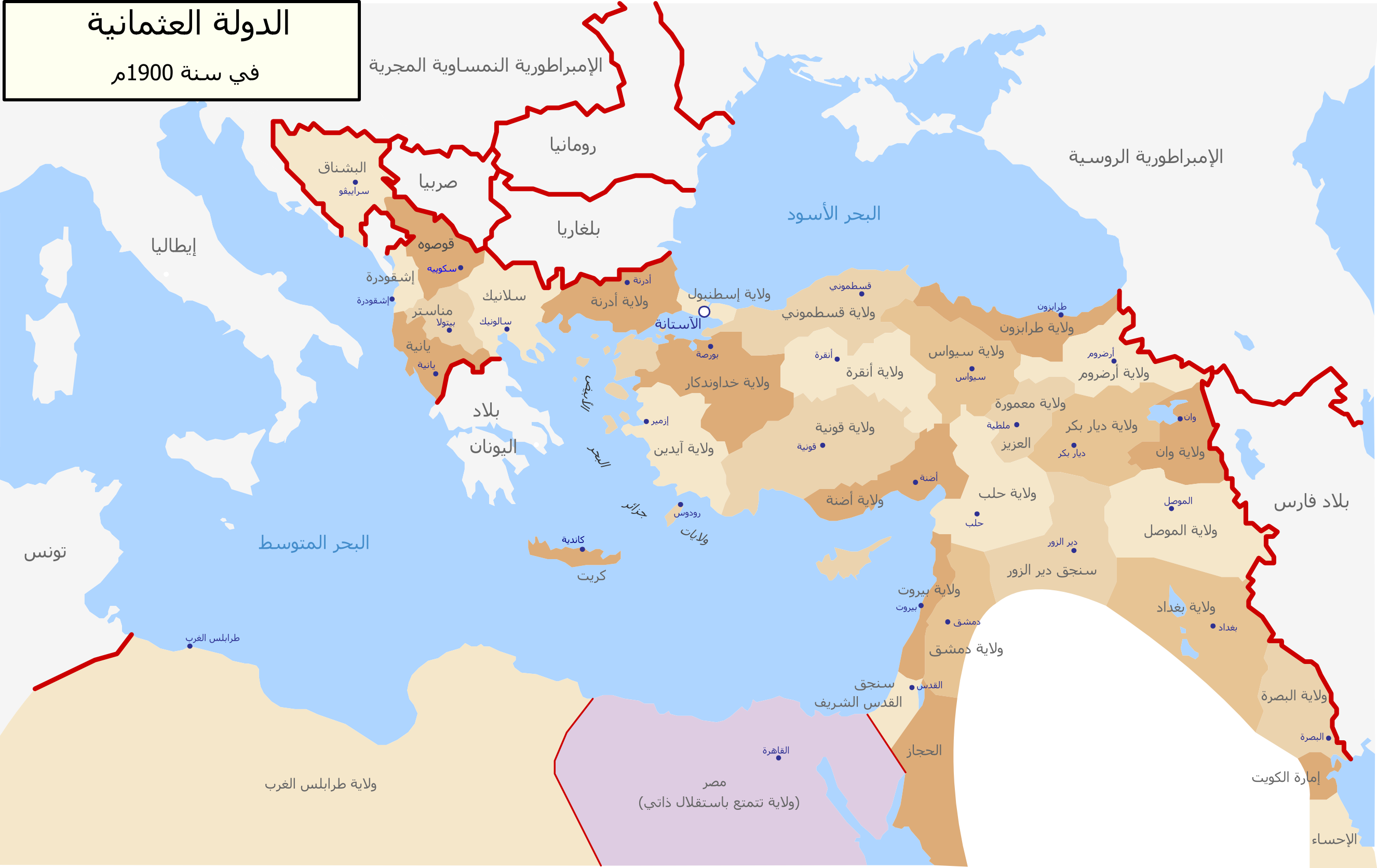
ولايات الدولة العُثمانيَّة في سنة 1900م.

اعتمدت الدولة العُثمانيَّة في العُقُود الأخيرة من حياتها نظامًا إداريًّا من أربعة مُستويات، وجعلت التقسيم الإداري الأعلى فيها هو «الولاية» وجمعُها «ولايات»، مُستبدلةً التقسيم القديم الذي كان يجعل المُستوى الإداري الأوَّل هو «الإيالة» وجمعُها «إيالات»، وكان الخطاب الرسمي العُثماني يُسمِّي ولايات الدولة «ولايات الممالك المحروسة الشاهانيَّة» (بالتُركيَّة العُثمانيَّة: ولايات ممالك محروسه شاهانيه) واختصارًا «الممالك المحروسة» أو «الولايات المحروسة». استُبدل نظام الإيالات بِنظام الولايات خِلال عهد التنظيمات في السلطنة العُثمانيَّة، وتحديدًا خِلال عهد السُلطان عبدُ العزيز خان بن محمود، الذي أصدر بِتاريخ 16 رمضان 1283هـ المُوافق فيه 21 كانون الثاني (يناير) 1867م «قانون نظام تشكيل الولايات» (بالتُركيَّة العُثمانيَّة: تشكيل ولايات نظام نامه سى). شُكِّلت أولى الولايات، وهي ولاية الطونة، بِموجب هذا القانون لِلتأكُّد من أنَّ تطبيقه مُمكن ويسير، وذلك بِرعاية المُصلح الكبير مدحت باشا الذي عُيِّن واليًا على تلك الناحية من الدولة. عُمِّم نظام الولايات على كافَّة أنحاء الدولة العُثمانيَّة تدريجيًّا حتَّى كانت سنة 1884م عندما حلَّ مكان نظام الإيالات بِشكلٍ كامل.
كانت الدولة العُثمانيَّة هي الدولة الإسلاميَّة الأولى في التاريخ التي تجعل لِولاياتها حُدودًا جُغرافيَّة واضحة ومرسومة، إذ أنَّ الدُول السابقة عليها كانت تستخدم مُصطلح «ولاية» لِوصف أي مدينةٍ أو إقليمٍ يُولَّى عليه شخص لِإدارة أُموره والنظر في أوضاع الأهالي ورفع تقاريره إلى الخليفة أو السُلطان أو الأمير. أمَّا الدولة العُثمانيَّة فجعلت الولاية هي التقسيم الإداري الأكبر حصرًا. قسَّم العُثمانيُّون كُل ولاية إلى أقسامٍ إداريَّةٍ أًصغر يُعرف كُلٌ منها بالـ«سنجق» وعلى رأسه «سنجقدار» أو «مُتصرِّف»، وكُل سنجق قُسِّم إلى «أقضية» على رأس كُلٌ منها «قائممقام»، وكُل قضاء يُقسم إلى نواحٍ على رأس كُلٍ منها مُدير.

## الولايات
| اسم الولاية                                     | خريطة | عدد السُكَّان (إحصاء سنة 1914م ما لم يُقال العكس) | المركز (وفق التسمية الشائعة آنذاك) | السناجق                                                                        | الأقضية       | سنة التأسيس | سنة الزوال | اليوم هي جُزءٌ من                               |
| ----------------------------------------------- | ----- | --------------------------------------------- | ---------------------------------- | ------------------------------------------------------------------------------ | ------------- | ----------- | --- | --------------------------------------------- |
| ولاية إستانبول استانبول ولايتى                  |       | 901,192                                       | إستانبول                           | 4 سناجق: إستانبول، پارة، أُسكُدار، بيوك چكمجة                                    | 8 أقضية       | 1878م       | 1922م (زالت بِزوال الدولة العُثمانيَّة)                                                                                     | تركيا                                         |
| ولاية أدرنة ادرنه ولايتى                        |       | 627,379                                       | أدرنة                              | 8 سناجق: أدرنة، قرقلر إيلي، تكرطاغ، گاليپولي، دده آغاچ، كُومُلنجة، فيلبة، سليمية | 50 قضاءً       | 1867م       | 1922م (زالت بِزوال الدولة العُثمانيَّة)                                                                                     | تركيا · اليونان · بلغاريا                     |
| ولاية الطونة طونه ولايتى                        |       | 1,995,000 إحصاء سنة 1864م.                    | روسجق                              | 7 سناجق: تولچة، وارنة، روسجق، ترنوة، ودين، صوفيا، نيش                          | حوالي 27 قضاءً | 1864م       | 1878م زالت بعد أن نصَّت بُنود مؤتمر برلين على اقتسام الروملِّي الشرقيَّة                                                       | رومانيا · أوكرانيا · صربيا · بلغاريا          |
| ولاية البوسنة بوسنه ولايتى                      |       | 1,232,000                                     | سراي بوسنة                         | 6 سناجق: البوسنة، إزورنيق، بنالوكة، الهرسك، تراونيك، بيهاچ                     | 35 قضاءً       | 1867م       | 1908م احتلَّتها الإمبراطوريَّة النمساويَّة المجريَّة                                                                            | البوسنة والهرسك · الجبل الأسود                |
| ولاية سالونيك سلانيك ولايتى                     |       | 1,347,915 إحصاء سنة 1911م.                    | سالونيك                            | 4 سناجق: سالونيك، سيرس، ذراما، طاشوز                                           | 26 قضاءً       | 1867م       | 1912م احتلَّها الصرب واليونان والبُلغار في أعقاب حرب البلقان                                                               | اليونان · مقدونيا · بلغاريا                   |
| ولاية يانية يانيه ولايتى                        |       | 560,835 إحصاء سنة 1911م.                      | يانية                              | 4 سناجق: يانية، إرگير، پرويزة، أفلونية.                                        | 21 قضاءً       | 1867م       | 1913م نزعتها مُعاهدة لندن من الدولة العُثمانيَّة وتقاسمتها مملكتيّ اليونان وألبانيا                                          | ألبانيا · اليونان                             |
| ولاية مُناسطر مُناسطر ولايتى                      |       | 1,069,789 إحصاء سنة 1911م.                    | مُناسطر                             | 5 سناجق: مُناسطر، سرفيچة، ديبرة، إلباسان، گوريجة.                               | 22 قضاءً       | 1874م       | 1912م نزعتها مُعاهدة لندن من الدولة العُثمانيَّة وتقاسمتها مملكتيّ اليونان وألبانيا                                          | ألبانيا · مقدونيا · اليونان · كوسوفو          |
| ولاية إشقودرة اشقودره ولايتى                    |       | 349,455 إحصاء سنة 1911م.                      | إشقودرة                            | سنجقان: إشقودرة، دراچ.                                                         | 8 أقضية       | 1867م       | 1913م نزعتها مُعاهدة لندن من الدولة العُثمانيَّة وضُمَّت إلى مملكة ألبانيا                                                     | الجبل الأسود · ألبانيا                        |
| ولاية قوصوه قوص اوه ولايتى                      |       | 1,602,949 إحصاء سنة 1911م.                    | پریشتینة (حتَّى سنة 1888م)، إسكوپية  | 8 سناجق: إسكوپية، پریشتینة، إيپك، پريزرن، يڭي بازار، طاش ليجة، سينيجة.         | 35 قضاءً       | 1877م       | 1913م نزعتها مُعاهدة لندن من الدولة العُثمانيَّة وضُمَّت إلى مملكتيّ صربيا والجبل الأسود                                        | كوسوفو · صربيا · مقدونيا · الجبل الأسود       |
| ولاية أرخبيل البحر الأبيض جزاير بحر سفيد ولايتى |       | 325,866 إحصاء سنة 1885م.                      | القلعة السُلطانيَّة، خيوس، رودس       | 6 سناجق: بيجة، رودس، ميديلي، سقيز، لمنوس، قبرص                                 | لا أقضية      | 1867م       | 1913م نزعت مُعاهدة لندن القسم الغربي منها ومنحتها لِمملكة اليونان، انتقلت الجُزر الشرقيَّة لاحقًا إلى حوزة الجُمهوريَّة التُركيَّة. | تركيا · اليونان · قبرص                        |
| ولاية كريت گريد ولايتى                          |       | 220,000 إحصاء سنة 1876م.                      | ربض الخندق، خانية                  | 5 سناجق: خانية، رسمو، ربض الخندق، إسفاكية، لاشيط                               | لا أقضية      | 1867م       | 1898م ضُمَّت إلى مملكة اليونان بعد إبرام مُعاهدة القُسطنطينيَّة التي أنهت الحرب العُثمانيَّة اليونانيَّة                            | اليونان                                       |
| ولاية خُداوندگار خُداوندگار ولايتى                |       | 609,160                                       | بورصة                              | 5 سناجق: بورصة، أرطُغرُل، كوتاهية، أفيون قره حصار، قره سي                        | 33 قضاءً       | 1867م       | 1922م (زالت بِزوال الدولة العُثمانيَّة)                                                                                     | تركيا                                         |
| ولاية آيدين ايدين ولايتى                        |       | 1,390,783 إحصاء سنة 1908م.                    | سميرنا                             | 5 سناجق: سميرنا، صاروخان، آيدين، منتشا، دنيزلي                                 | 41 قضاءً       | 1867م       | 1922م (زالت بِزوال الدولة العُثمانيَّة)                                                                                     | تركيا                                         |
| ولاية أنقرة انقره ولايتى                        |       | 949,081                                       | أنقرة                              | 5 سناجق: أنقرة، بوزوك، قيصريَّة، قر شهر، چوروم                                   | 28 قضاءً       | 1867م       | 1922م (زالت بِزوال الدولة العُثمانيَّة)                                                                                     | تركيا                                         |
| ولاية قونية قونيه ولايتى                        |       | 1,088,100 إحصاء سنة 1908م.                    | قونية                              | 5 سناجق: قونية، نيغدة، بوردُر، أنطالية، حميد آباد                               | 23 قضاءً       | 1867م       | 1922م (زالت بِزوال الدولة العُثمانيَّة)                                                                                     | تركيا                                         |
| ولاية قسطموني قسطمونى ولايتى                    |       | 1,009,460 إحصاء سنة 1908م.                    | قسطموني                            | 4 سناجق: قسطموني، كنقري، سينوب، بولي                                           | 22 قضاءً       | 1867م       | 1922م (زالت بِزوال الدولة العُثمانيَّة)                                                                                     | تركيا                                         |
| ولاية طرابزون طرابزون ولايتى                    |       | 1,047,700 إحصاء سنة 1908م.                    | طرابزون                            | 4 سناجق: طرابزون، گُموشخانة، لازستان، جانيق                                     | 23 قضاءً       | 1867م       | 1922م (زالت بِزوال الدولة العُثمانيَّة)                                                                                     | تركيا · جورجيا                                |
| ولاية سيواس سيواس ولايتى                        |       | 996,126 إحصاء سنة 1908م.                      | سيواس                              | 4 سناجق: سيواس، أماسية، قره حصار الشرقيَّة، توقاد                                | 28 قضاءً       | 1867م       | 1922م (زالت بِزوال الدولة العُثمانيَّة)                                                                                     | تركيا                                         |
| ولاية أرضروم ارضروم ولايتى                      |       | 645,702 إحصاء سنة 1908م.                      | أرضروم                             | 3 سناجق: أرضروم، أرزنجان، بايزيد                                               | 20 قضاءً       | 1867م       | 1922م (زالت بِزوال الدولة العُثمانيَّة)                                                                                     | تركيا                                         |
| ولاية ديار بكر ديار بكر ولايتى                  |       | 471,462 إحصاء سنة 1908م.                      | ديار بكر                           | 4 سناجق: ديار بكر، ماردين، عرگاني، سيورك                                       | 15 قضاءً       | 1867م       | 1922م (زالت بِزوال الدولة العُثمانيَّة)                                                                                     | تركيا                                         |
| ولاية أضنة اطنه ولايتى                          |       | 403,527                                       | أضنة                               | 5 سناجق: أضنة، مرسين، جبل البركة، قوزان، إچيل                                  | 19 قضاءً       | 1867م       | 1922م (زالت بِزوال الدولة العُثمانيَّة)                                                                                     | تركيا                                         |
| ولاية سوريا سوريه ولايتى                        |       | 1,000,000 إحصاء سنة 1908م.                    | دمشق                               | 4 سناجق: دمشق، حماة، حوران، الكرك                                              | 20 قضاءً       | 1865م       | 1918م (زالت بِدُخول قُوَّات الشريف حُسين بن علي دمشق خِلال الثورة العربيَّة الكُبرى)                                              | سوريا · الأردن                                |
| ولاية بيروت بيروت ولايتى                        |       | 533,500 إحصاء سنة 1908م.                      | بيروت                              | 5 سناجق ومُتصرِّفيَّة: اللاذقيَّة، طرابُلس، بيروت، لُبنان، عكَّا، نابلس                   | 20 قضاءً       | 1888م       | 1918م (زالت بِدُخول القُوَّات البريطانيَّة مدينة بيروت بعد هزيمة الجيش العُثماني في فلسطين)                                     | لبنان · سوريا · فلسطين · إسرائيل              |
| ولاية حلب حلب ولايتى                            |       | 639,117                                       | حلب                                | 5 سناجق: حلب، عينتاب، جبل سمعان، مرعش، أورفة                                   | 24 قضاءً       | 1866م       | 1918م (زالت بِمُوجب مُعاهدتيّ سيڤر وسايكس بيكو)                                                                             | سوريا · تركيا                                 |
| مُتصرفيَّة القُدس الشريف قُدس شريف مُتصرفليغى         |       | 298,653 إحصاء سنة 1897م.                      | القدس                              | لا سناجق                                                                       | 6 أقضية       | 1872م       | 1917م (زالت بِدُخول القُوَّات البريطانيَّة مدينة القدس بعد هزيمة الجيش العُثماني في فلسطين)                                     | فلسطين · الأردن · مصر · إسرائيل               |
| مُتصرفيَّة دير الزور دير الزور مُتصرفليغى           |       | 100,000 إحصاء سنة 1900م.                      | دير الزور                          | لا سناجق                                                                       | 4 أقضية       | 1857م       | 1917م (زالت بِدُخول قُوَّات الشريف حُسين بن علي دير الزور خِلال الثورة العربيَّة الكُبرى)                                         | سوريا · تركيا                                 |
| ولاية بغداد بغداد ولايتى                        |       | 850,000 إحصاء سنة 1885م.                      | بغداد                              | 4 سناجق: بغداد، الديوانيَّة، كربلاء، نجد                                         | 7 أقضية       | 1869م       | 1918م (زالت بِدُخول القُوَّات البريطانيَّة إلى بغداد أواخر الحرب العالميَّة الأولى)                                              | العراق · السعودية                             |
| ولاية البصرة بصره ولايتى                        |       | 200,000 إحصاء سنة 1885م.                      | البصرة                             | 5 سناجق: البصرة، العمارة، المُنتفق، الإحساء.                                    | 6 أقضية       | 1884م       | 1918م (زالت بِدُخول القُوَّات البريطانيَّة إلى البصرة أواخر الحرب العالميَّة الأولى)                                             | العراق · السعودية · الكويت · قطر              |
| ولاية الموصل موصل ولايتى                        |       | 475,415 إحصاء سنة 1897م.                      | الموصل                             | 3 سناجق: الموصل، كركوك، السُليمانيَّة                                             | 17 قضاءً       | 1878م       | 1918م (زالت بِدُخول القُوَّات البريطانيَّة إلى الموصل أواخر الحرب العالميَّة الأولى)                                             | العراق                                        |
| ولاية وان وان ولايتى                            |       | 248,555                                       | وان                                | سنجقان: وان، حكاري                                                             | 11 قضاءً       | 1875م       | 1922م (زالت بِزوال الدولة العُثمانيَّة)                                                                                     | تركيا                                         |
| ولاية معمورة العزيز معموره العزيز ولايتى        |       | 527,171                                       | معمورة العزيز                      | 3 سناجق: معمورة العزيز، ملطية، درسيم                                           | 16 قضاءً       | 1879م       | 1922م (زالت بِزوال الدولة العُثمانيَّة)                                                                                     | تركيا                                         |
| ولاية بدليس بتليس ولايتى                        |       | 388,625                                       | بدليس                              | 4 سناجق: بدليس، موش، سعرد، گنچ                                                 | 17 قضاءً       | 1875م       | 1923م (زالت بِزوال الدولة العُثمانيَّة)                                                                                     | تركيا                                         |
| ولاية الحجاز الشريف حجاز شريف ولايتى            |       | 300,000                                       | مكَّة                                | 3 سناجق: مكَّة المُكرَّمة، المدينة المُنوَّرة، جدَّة                                     | 16 قضاءً       | 1872م       | 1916م (زالت بِإعلان الشريف حُسين بن علي الثورة على الحُكومة الاتحاديَّة)                                                     | السعودية · الأردن                             |
| ولاية اليمن يمن ولايتى                          |       | 2,500,000 إحصاء سنة 1885م.                    | صنعاء                              | 4 سناجق: صنعاء، الحديدة، عسير، تعز                                             | 17 قضاءً       | 1872م       | 1918م (زالت بِسيطرة الإمام يحيى حميد الدين عليها بعد قيام الثورة العربيَّة في الحجاز)                                      | اليمن · السعودية                              |
| خديويَّة مصر مصر خيدوليغى                         |       | 11,287,000 إحصاء سنة 1907م.                   | القاهرة                            | X                                                                              | X             | 1867م       | 1914م (زالت بِإعلان الحماية البريطانيَّة عليها بعد نُشُوب الحرب العالميَّة الأولى)                                             | مصر · السودان · جنوب السودان · ليبيا · أوغندا |
| ولاية طرابُلس الغرب طرابُلس غرب ولايتى            |       | 893,774                                       | طرابُلس الغرب                       | 5 سناجق: طرابُلس الغرب، الخُمس، الجبل الغربي، فزَّان، بنغازي                       | 25 قضاءً       | 1867م       | 1911م (احتلتها مملكة إيطاليا)                                                                                           | ليبيا                                         |

## معرض خرائط بالتُركيَّة العُثمانيَّة

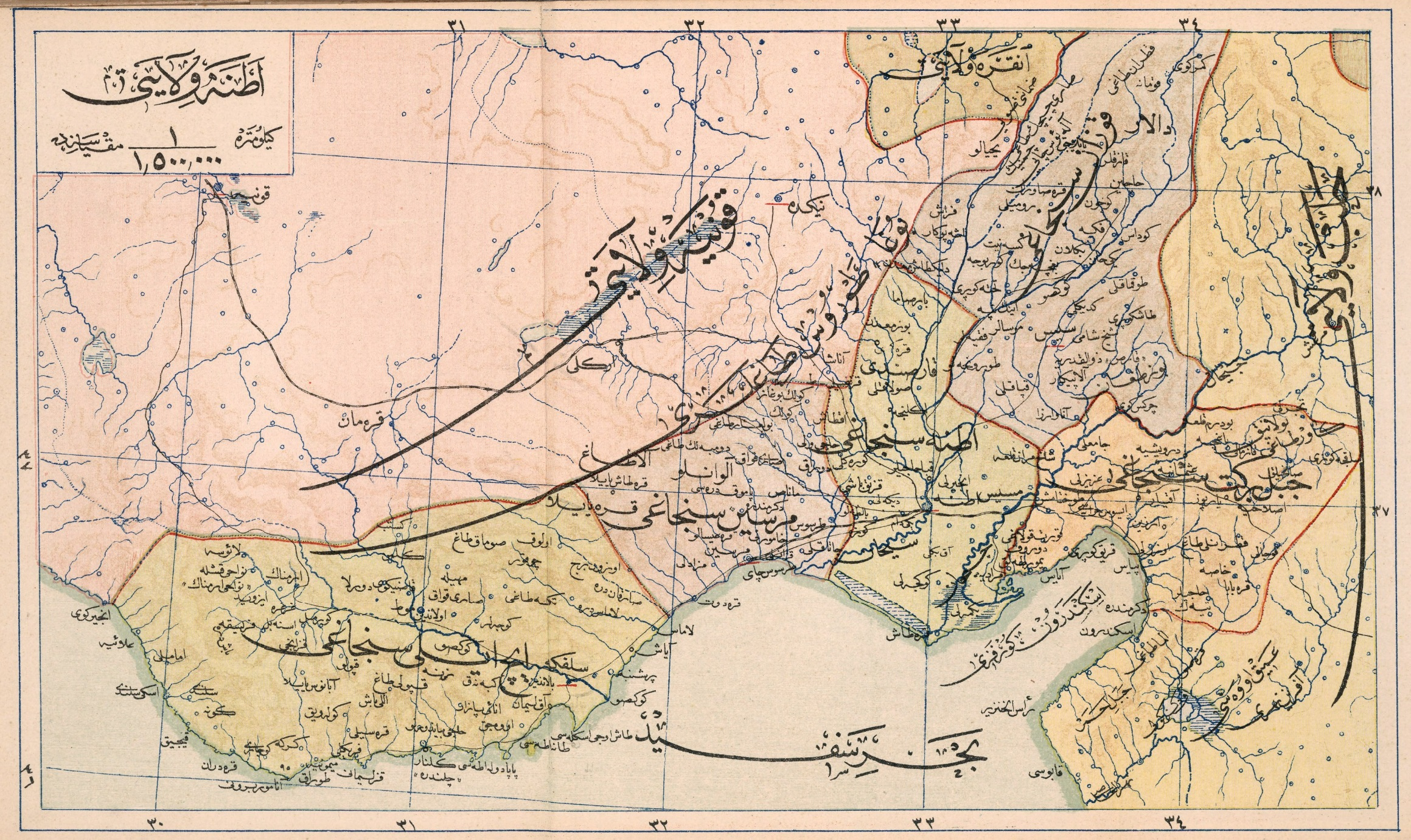
ولاية أضنة (اطنه ولايتى)
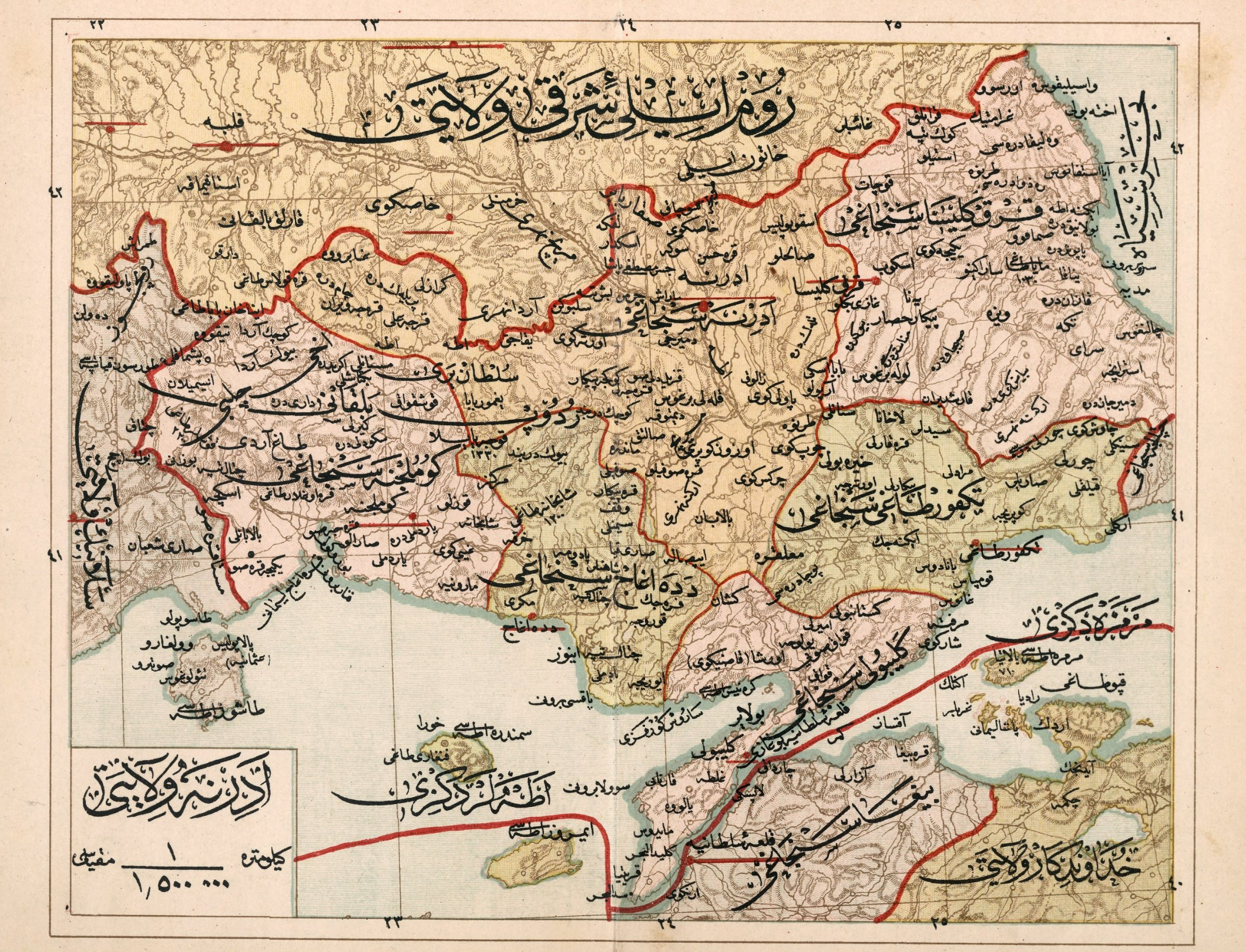
ولاية أدرنة (ادرنه ولايتى)
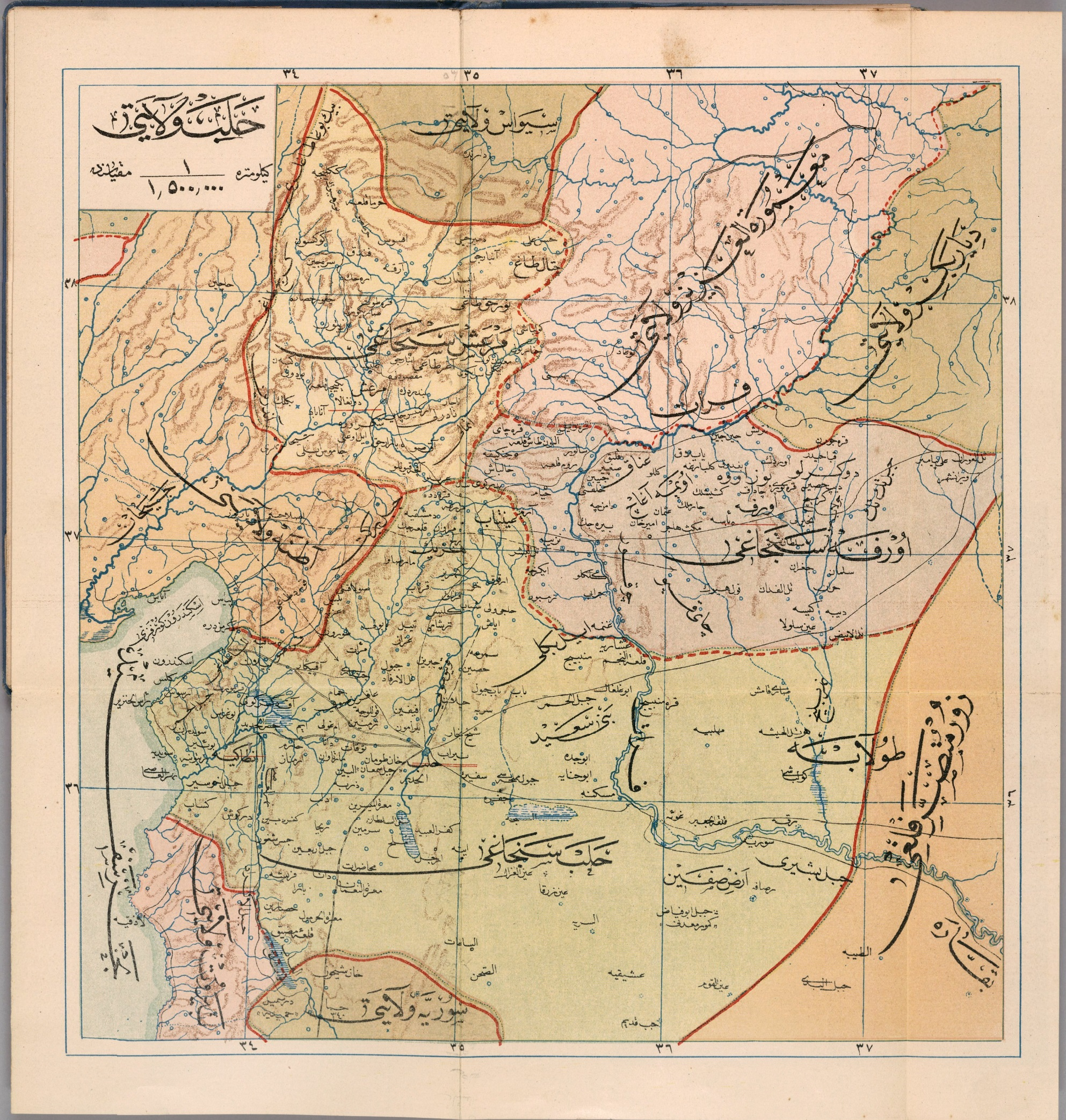
ولاية حلب (حلب ولايتى)
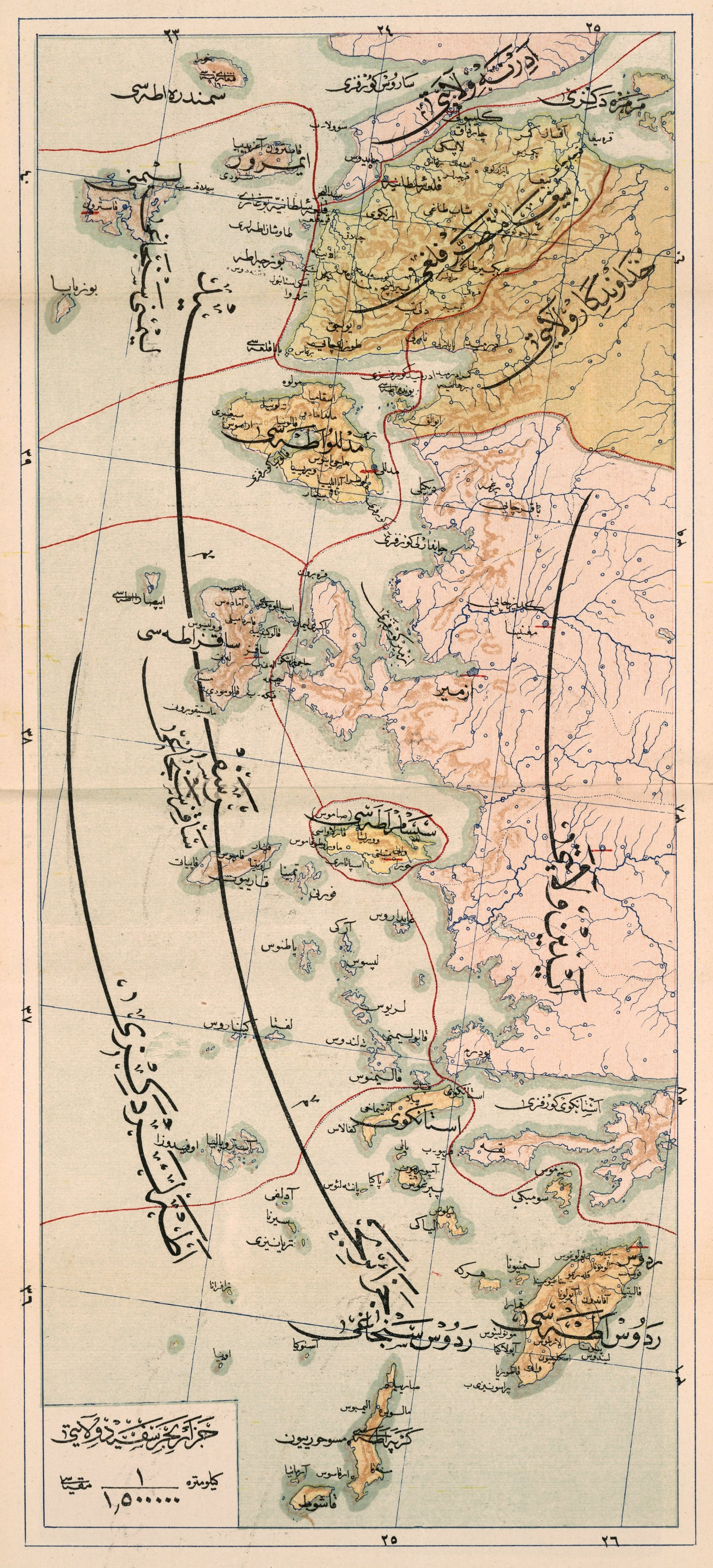
ولاية جزائر البحر الأبيض (جزاير بحر سفيد ولايتى)
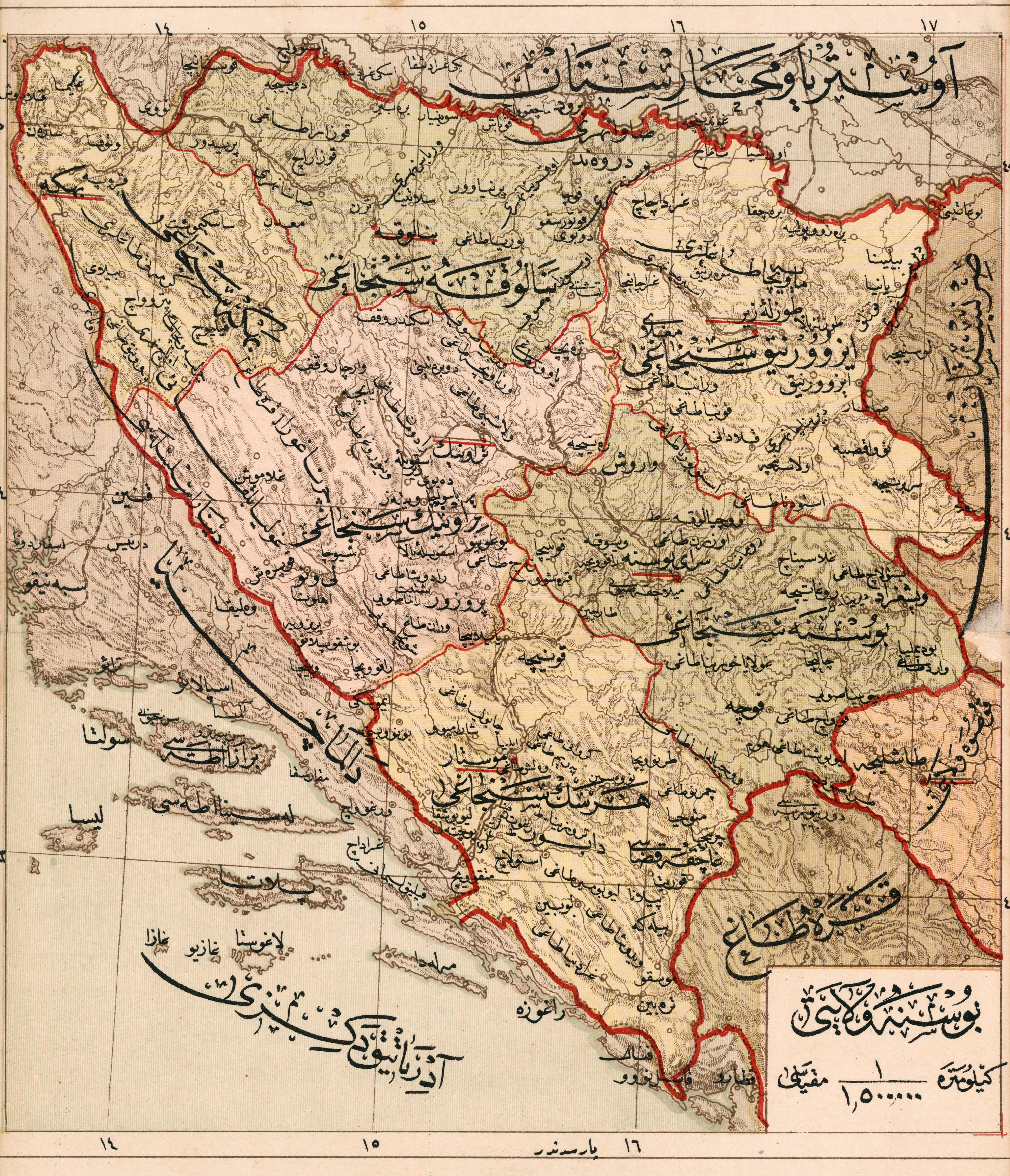
ولاية البوسنة (بوسنه ولايتى)
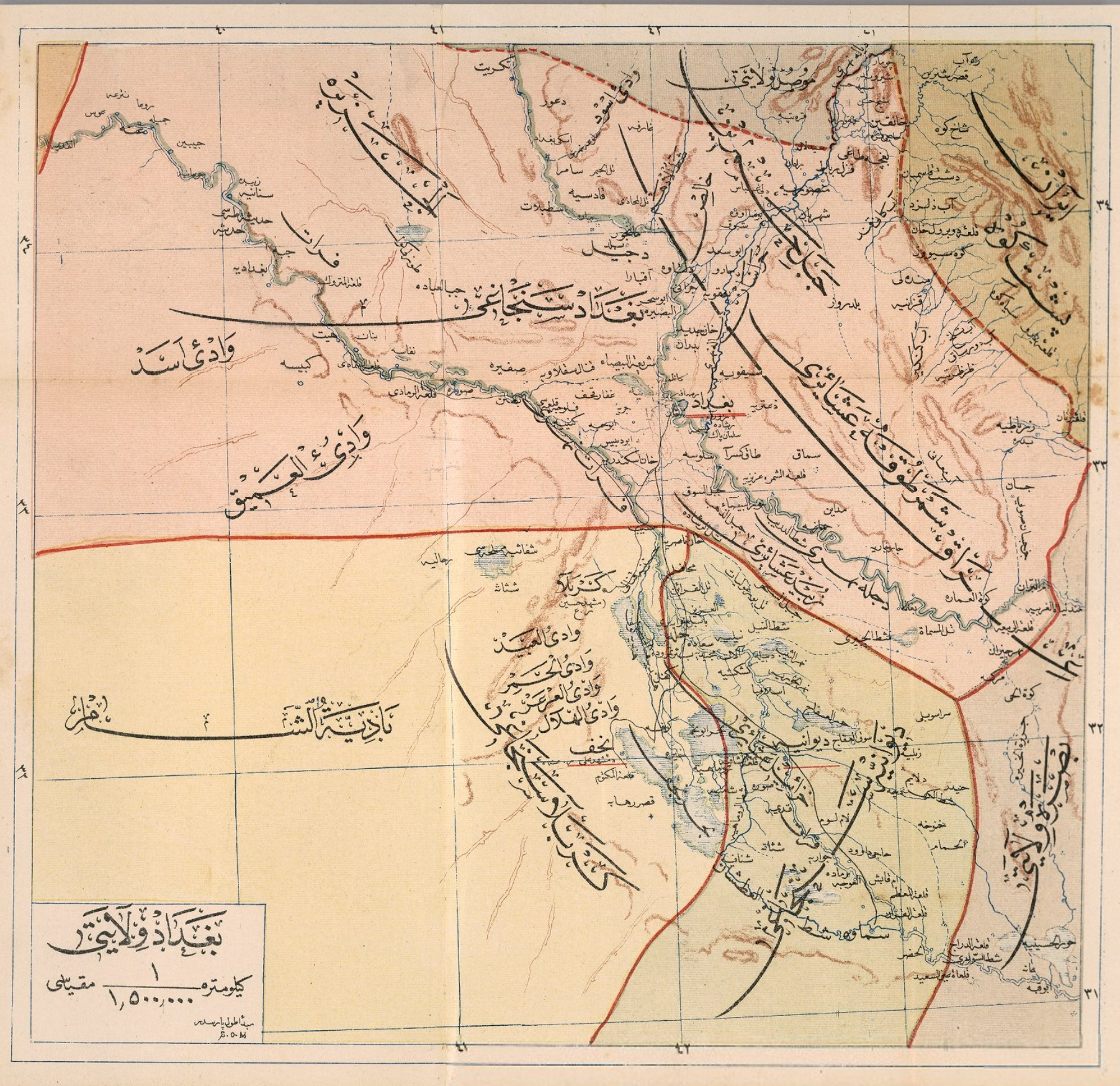
ولاية بغداد (بغداد ولايتى)
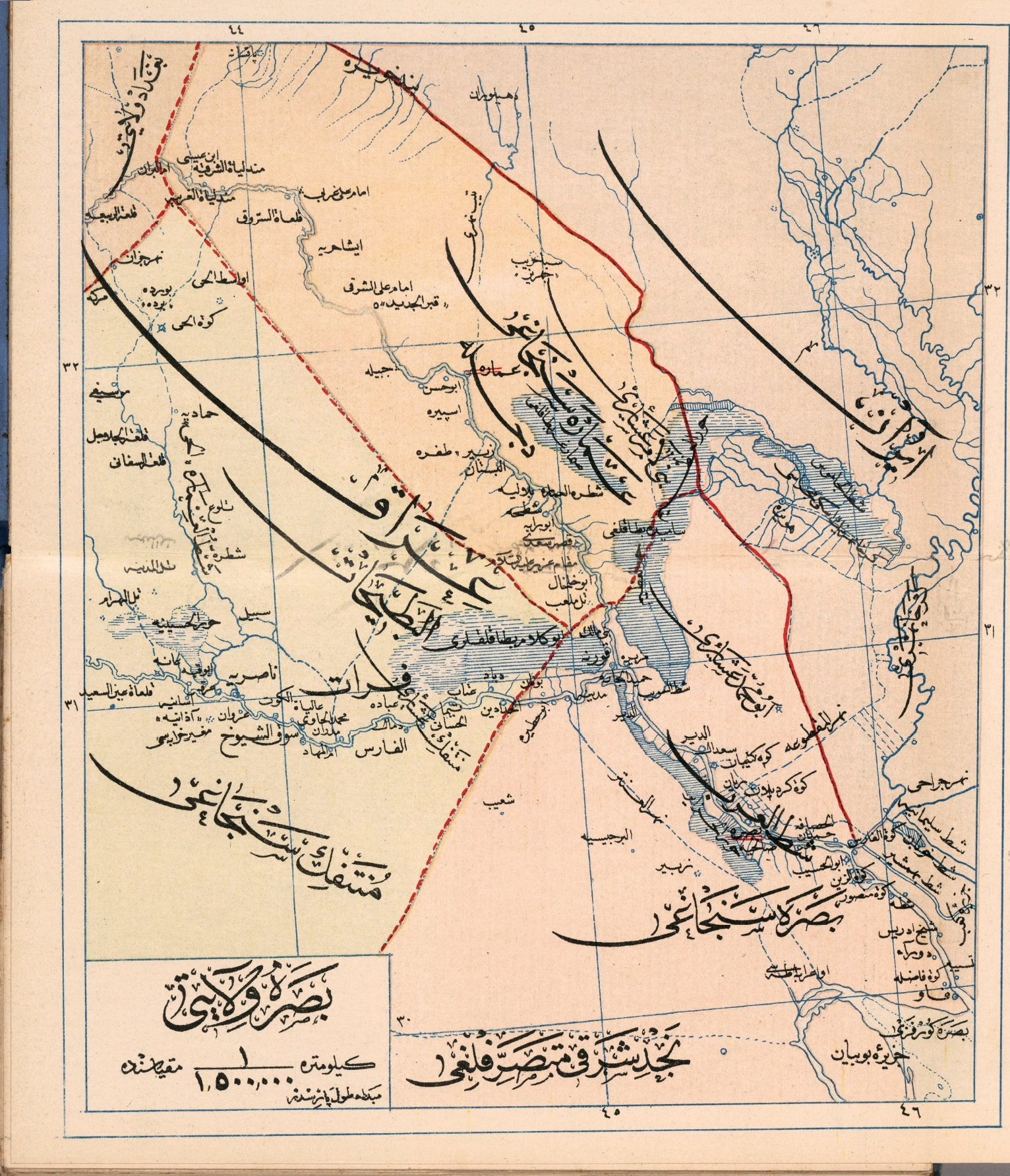
ولاية البصرة (بصره ولايتى)
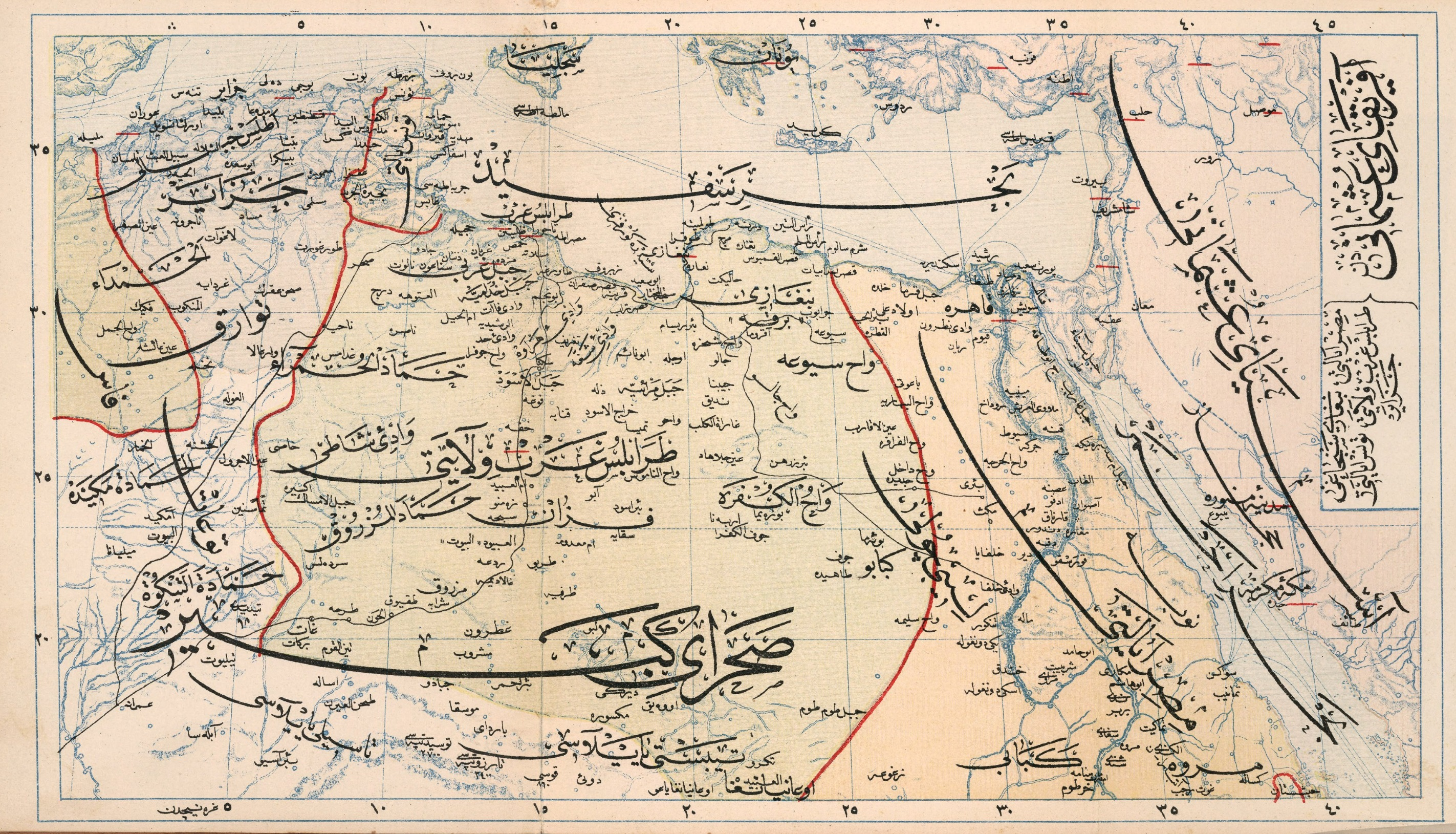
ولايات مصر وطرابُلس الغرب وتُونُس
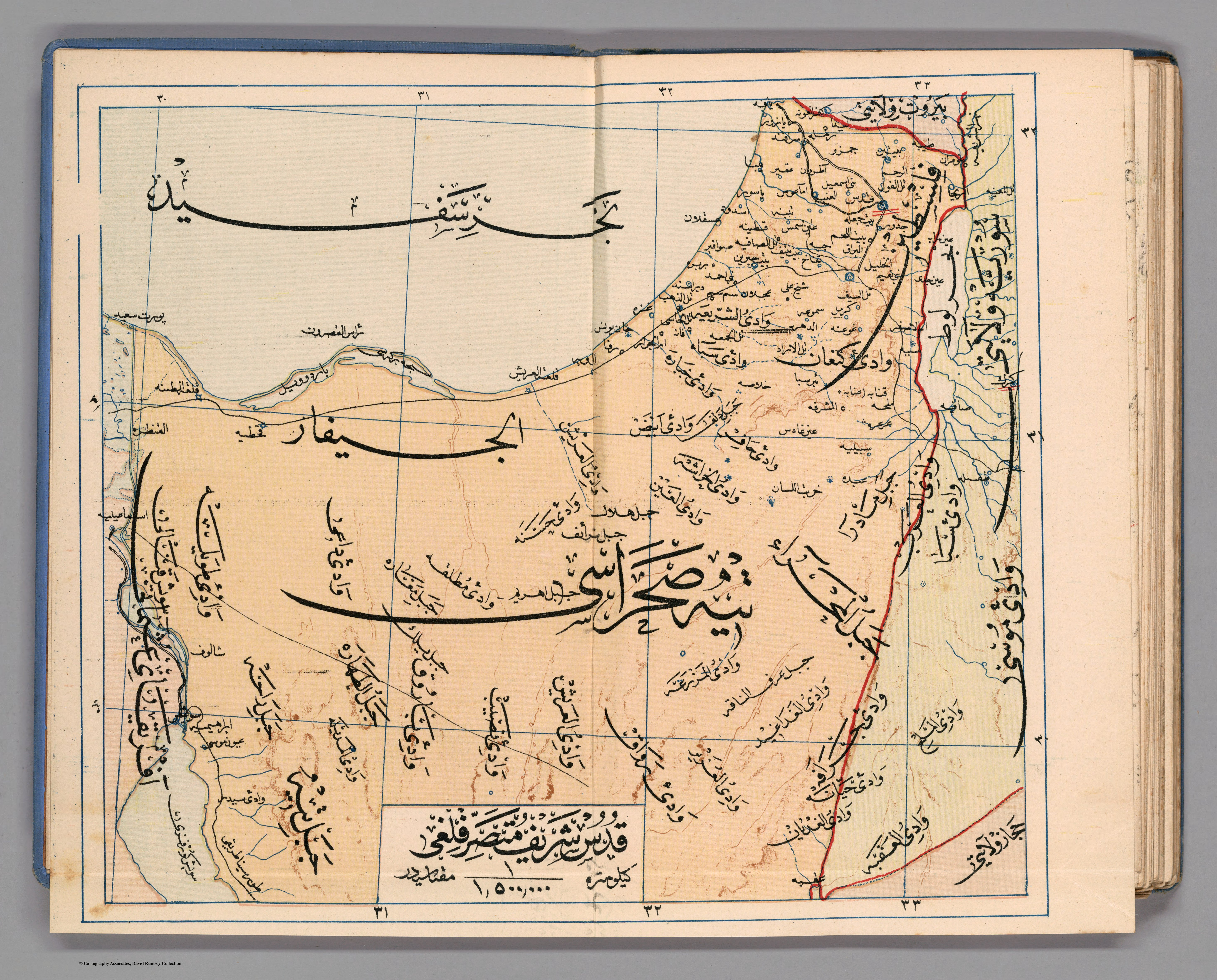
مُتصرِّفيَّة القُدس الشريف (قُدس شريف مُتصرفليغى)
ولاية بيروت (بيروت ولايتى)
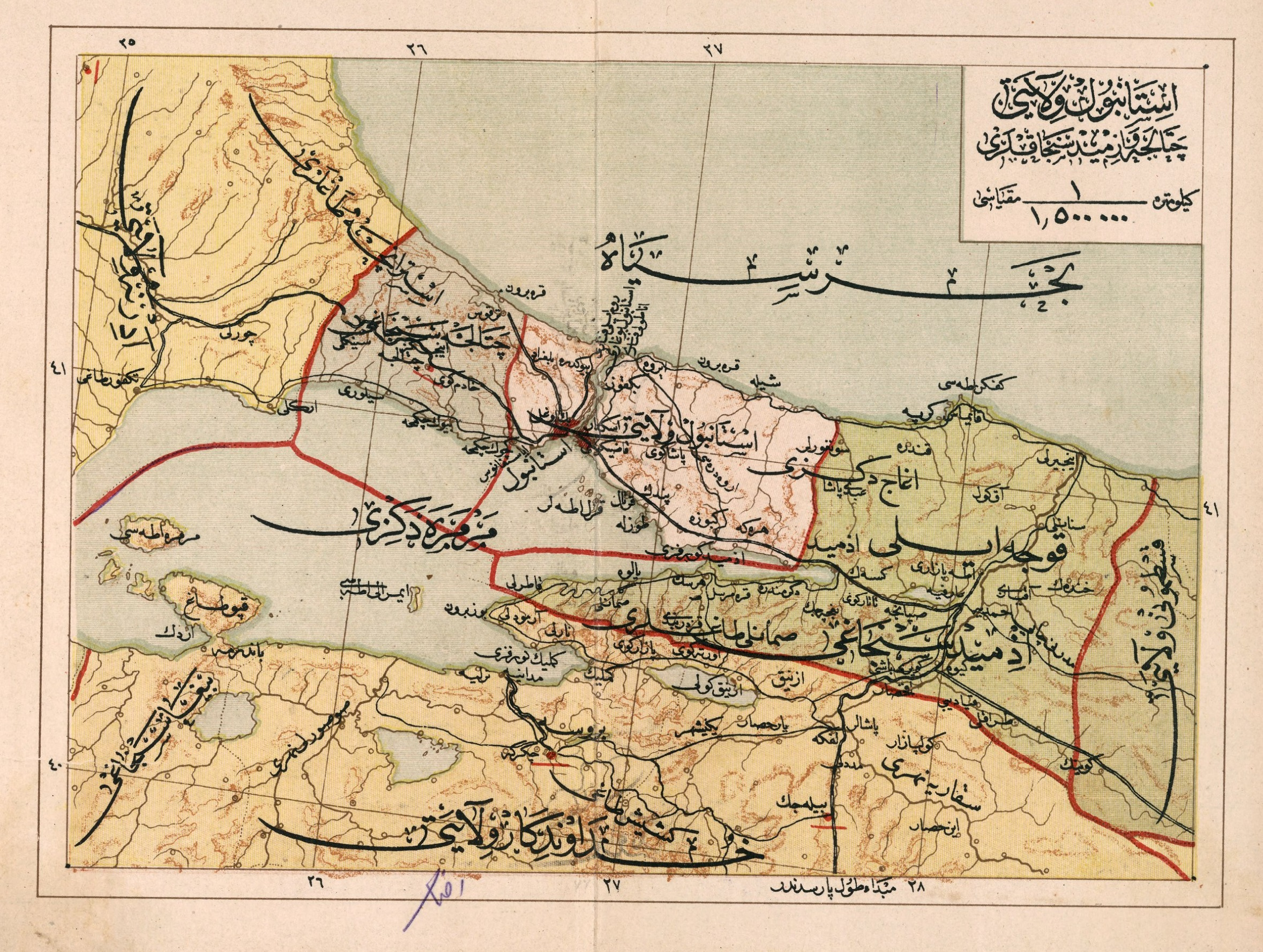
ولاية إستانبول (استانبول ولايتى)
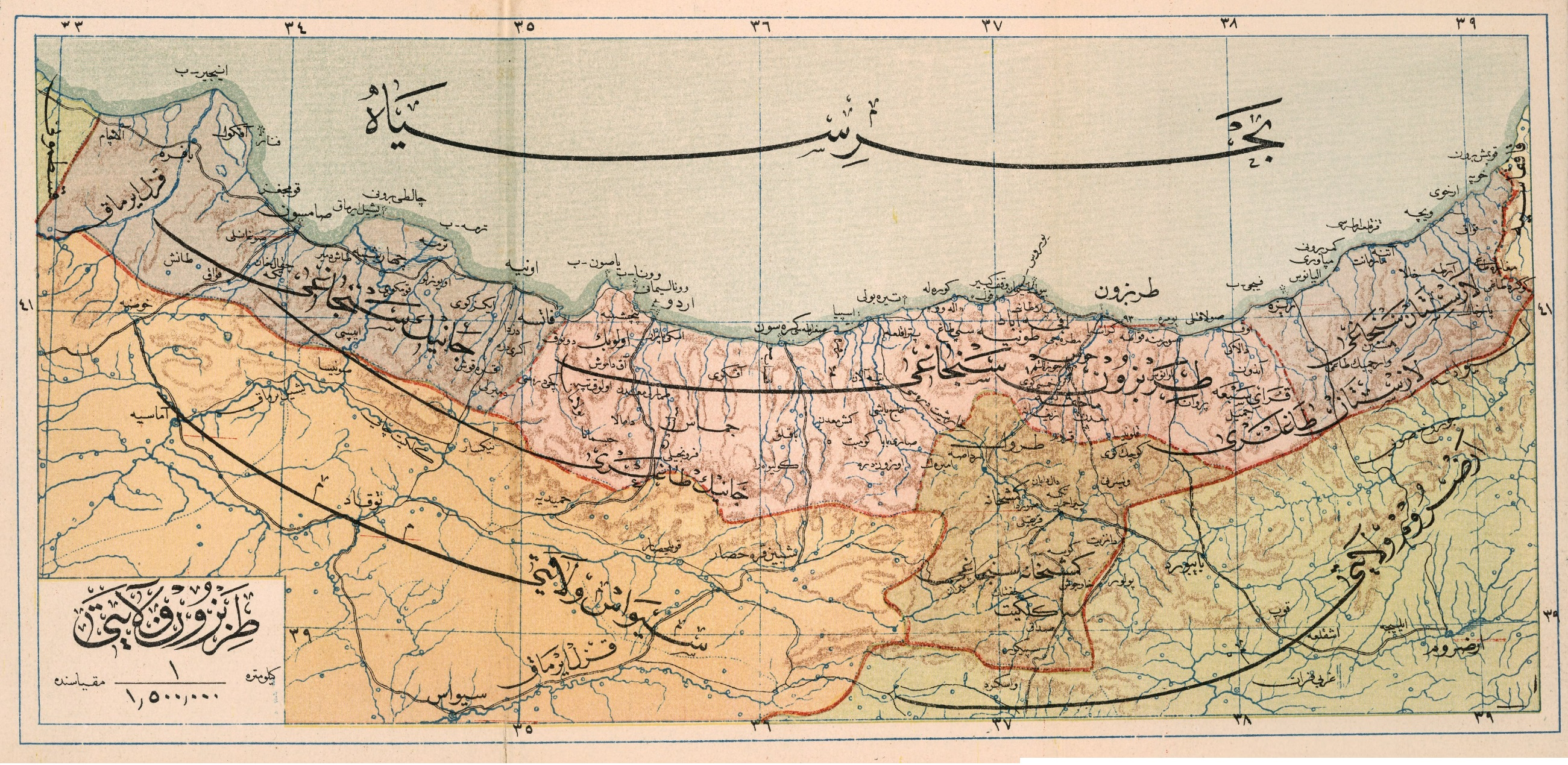
ولاية طرابزون (طرابزون ولايتى)
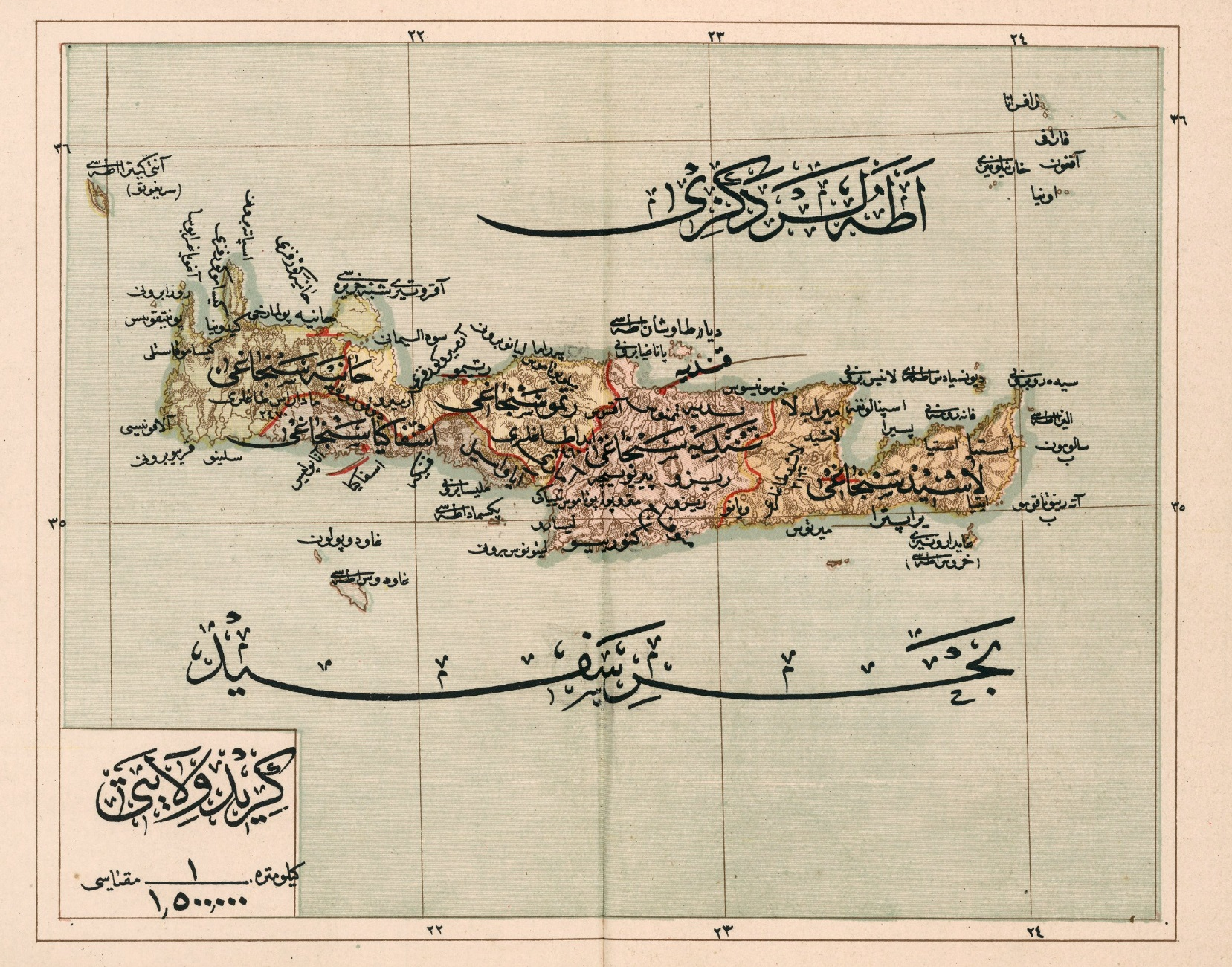
ولاية كريت (گريد ولايتى)

## وصلات خارجيَّة
- تُرك پرس: نظام الإصلاحات العثماني وآثاره على الولايات العربيَّة (الشام 1839- 1876م)
- جريدة المدى: الاصلاحات الادارية العُثمانيَّة وأثرها في العراق 1839 - 1908. بِقلم: د. مُحمَّد عصفور سلمان.
- قانون الولايات العُثماني الصادر سنة 1864م. الترجمة الفرنسيَّة الرسميَّة ص. 36–45 (بالفرنسية)
- قانون الولايات العُثماني الصادر سنة 1867م، بِاللُغة الفرنسيَّة. (بالفرنسية)